# رفعت إسماعيل
رفعت عبد الحفيظ إسماعيل  شخصية خيالية هي الشخصية الرئيسية في سلسلة ما وراء الطبيعة للكاتب المصري الراحل أحمد خالد توفيق. طبيب أعزب في السبعينات من عمره يروي ذكرياته عن سلسلة من الأحداث الخارقة للطبيعة التي تعرض لها في حياته، أو يروي تجارب أخرى عُرضت عليه بسبب الشهرة التي حققها في مجال الخوارق بعد نشر أخبار عن مغامراته في مجلات أمريكية، وحلوله ضيفاً دائماً على برنامج إذاعي مصري يحمل اسم بعد منتصف الليل.

## الخبرات الغرائبية
يعتبر رفعت إسماعيل أن أولى خبراته مع عالم ما وراء الطبيعة كانت  عام 1959 حين شهد محاولة لإعادة إحياء مومياء الكونت دراكيولا بواسطة طبيب إنكليزي يُدعى ريتشارد كامنجر وطبيب يهودي يدعي لوفاريسكي، وانتهت التجربة بفرار رفعت من المكان. لكنه يكشف فيما بعد عن خبرة مبكرة له بعالم ما وراء الطبيعة يشترك فيها مع أبناء خاله وصديقة طفولتهم إلهام، حيث أنهم وقعوا تحت استحواذ بيت له قوى خارقة، فتجولوا فيه ولعبوا مع وهم ابتكره البيت في صورة فتاة صغيرة تدعى شيراز. بعد ذلك بسنين طويلة، كان على رفعت وابني خاله أن يقوموا بحرق البيت لمعاودته مطاردتهم.
واجه رفعت مستذءباً في رومانيا، وكانت تلك خبرته الثانية المسجلة مع عالم ما وراء الطبيعة، لكنه اكتشف أن المستذءب خدعة. وفي قريته كفر بدر واجه النداهة التي لم تكن كذلك، الأمر الذي ساعد على تقوية منطقه القائل بوجود تفسير علمي صارم لكل الظواهر الخارقة. اهتز منطقه العلمي بعد مواجهته لوحش لوخ نيس الذي اكتشف حقيقة وجوده، وبعدها عند مواجهته للعساس في الصحراء الليبية. لكنه توصل إلى طريقة ينفي بها وجود أسطورة أو يؤيدها، فإذا تعارضت مع الدين كان هذا دليل كذبها، وهو ما ساعده على اكتشاف خداع ثابيتا ماكجفرت وزوجها له ليحملاه على الإيمان بوجود رأس ميدوسا وقدرته على تحويل الأحياء إلى حجارة، كما ساعده على فضح الطبيب الفرنسي الذي يدير مستعمرة للجذام في جمايكا ويستخدم أسطورة الزومبي لإبعاد الأنظار عن تجارته غير المشروعة واستغلاله لمرضى الجذام كعمالة مجانية.
اعتقد رفعت إسماعيل في فترة من حياته أنه يواجه آكل لحوم بشر يسكن في الشقة المقابلة له ويسمي نفسه عزت، وشاركه اعتقاده هذا صديق طفولته عادل الذي أصبح عميداً في مديرية أمن الإسكندرية، وبدوره اعتقد خبير الأنثروبولوجي د. محمد شاهين أن رفعت إسماعيل آكل بشر، ليتضح في النهاية أنه مجرد سوء تفاهم، حيث أساء رفعت تفسير حالة جاره المرضية وهوايته في نحت التماثيل، كما أساء محمد شاهين تفسير تماثيل الزولو التي يحتفظ بها رفعت في صالة شقته، واعتبرها دليلاً على ميوله البدائية. وفي فترة لاحقة من حياته واجه رفعت مع صديقه عادل مجموعة حقيقية من آكلي لحوم البشر الذين يهدفون إلى إحياء الغول الذي أخفته الحضارة في البشر.
بسبب التغطية الصحفية لمغامرته مع الموتى الأحياء في جمايكا، حصل رفعت على نوع من الشهرة كهاوٍ لعالم ما وراء الطبيعة، الأمرالذي ورطه في محاولة إحياء أسطورة رأس ميدوسا، وجعل مسؤولي هيئة الآثار المصرية يستعينون به في مواجهتهم مع لعنة غامضة تتعلق بفرعون أسموه أخيروم مانعين نشر اسمه الحقيقي. وكنتيجة لمحاولته تشريح مومياء أخيروم، طارد حارس الفرعون خطيبته هويدا، وكاد يفتك بها.

### حلقات الرعب
كل عشرة كتب من السلسلة تصدر حلقة رعب. شارك رفعت إسماعيل في سبع حلقات رعب، كانت الأولى في فيلا د. سامي فهيم المحلل النفسي، وفيها حكى قصة صديقه يوسف مع حشرة مطورة جينياً تُسمى إنثروفاجا. شارك المجموعة في حلقة الرعب الأولى شبح فتى من الأعيان يُدعى شاكر بك، متقمصاً شكل رفيقهم شكري الذي لم يتمكن من الحضور، ولم يفطن رفعت ورفاقه إلى هذه الحقيقة إلا عندما اتصل بهم شكري ليعتذر عن تغيبه، وعرض عليهم سامي صورة للحضور خلت من شكري الذي كان يجلس في مركز الصورة.
عقدت حلقة الرعب الثانية التي شارك فيها رفعت إسماعيل في نيويورك، وكان بطل الحلقة شخصية غامضة لخبير مجري مفترض في قراءة أوراق التاروت يُسمى د. فرانتز لوسيفر. وفيها تنبأ لوسيفر لكل الحضور بنهايات مرعبة ما عدا واحد، ليتضح فيما بعد أنه غرس في أذهان الحضور إيحاءات مريعة جعلت أماً تقتل ابنتها بدعوى أنها مصاصة دماء، وفتاة تحاول حرق صديقتها لاعتقادها أنها ساحرة، كما حرض مدير شركة على الانتحار، وتسبب في إدخال سام كولبي الذي كان من معارف رفعت إلى مصح نفسي بعد أن حاول مهاجمة أفراد عائلة أقنعه لوسيفر أنهم جميعاً مستذءبون. كان لحلقة الرعب الثانية امتدادات، فقد حاول رفعت التأكد من صحة نبوءة لوسيفر بشأن موته على يد مخلوقين غير أرضيين، فاكتشف وجود شعب الأطياف، وقابل منه طيفين أخبراه بأنهم يعرفون لوسيفر وأنه يتصل بهم. كذلك حاول هاري شيلدون صديق رفعت استعادة الدمية التي تمثل زوجته من الساحرة التي استولت عليها، وكان لتنبؤات لوسيفر قدر كبير من الصحة في هذه القضية، دون أن يشار إلى ذلك.
في العامين 1969 و1970 حل رفعت إسماعيل ضيفاً دائماً على برنامج بعد منتصف الليل الذي منعته الرقابة فيما بعد بسبب آثاره السلبية على نفسية الأطفال، وعرض رفعت بعض حلقات البرنامج في حلقة الرعب الثالثة، وفيها اتصل به شخص عرف نفسه باعتباره د. رفعت إسماعيل، وكشف معلومات خاصة عن رفعت إسماعيل ، ثم التقاه رفعت فيما بعد ليكتشف أنه هو نفسه من عالم موازٍ، وجاء ليتبادل الأمكنة معه، لكنه تمكن من إرساله إلى عالمه بالحيلة.
تعرض رفعت للاحتجاز مع ستة أشخاص آخرين في فيلا طبيب محتضر هددهم بوجود خطر داهم عليهم وراء الأبواب المغلقة، فطلب رفعت من الحضور رواية حكايات تتعلق بالمجهول الذي يكمن وراء الباب المغلق، وهكذا نشأت حلقة الرعب الرابعة التي بدأ رفعت فيها رواية حكاية باب خريولسن ولم يكملها.
في حلقة الرعب الخامسة، خُدع رفعت لينتقل إلى جانب النجوم، وهناك تعرض إلى محاكمة من قبل المسوخ التي تحكم جانب النجوم، حيث قرر سادة النجوم أن يقتلوا جميع الحضور، عدا الذي يثبت أنه أكثر البشر شراً، فتنافس الحاضرون على رواية آثامهم، عدا رفعت الذي تحدث عن جرائمه عندما كان طفلاً يسرق المربى ويكذب بشأن الاستحمام. لأسباب غامضة أطلق د. لوسيفر الذي ظهر في جانب النجوم سراح رفعت إسماعيل باعتباره أكثر الحاضرين إثمًا.
في حلقة الرعب السادسة، لم يكن هناك أي حضور باستثناء رفعت وشبح يتخذ لنفسه اسم مازن أبو سيف أخذ يحكي لرفعت حكايات متنوعة عن مقتنيات متحفه الأسود المتعلق بالخوارق، وفي هذه الحلقة أيضاً بدأ رفعت رواية حكايته عن باب خريولسن لكنه قوطع بحلول النهار، وعودة أصحاب البيت الأصليين.
في حلقة الرعب السابعة والأخيرة.. يعود رفعت لأجواء برنامج بعد منتصف الليل من جديد بعد اكتشافه عدد آخر من الحلقات المنسية المسجلة للبرنامج عنده.

## عالم رفعت إسماعيل
العائلة وأصدقاء الطفولة
ظهرت والدة رفعت في أسطورة النداهة كأم مكلومة بعد أن ندهت النداهة ولديها رضا ورفعت، كما أنها تخشى أن يكون رفعت قد تغير أو تكبر، وتحاول تزويجه لتطمئن عليه دون فائدة، ثم توفيت أثناء معاناته من مطاردة نبات الموكاسا نيجرا القاتل له، وظل يذكرها بشكل مستمر. لم يبق من أفراد أسرة رفعت سوى أخوه رضا الذي تكره زوجته نجاة رفعت كثيراً، وأخته رئيفة التي يمر لزيارتها من حين لآخر، ويحتفظ بعلاقة طيبة مع زوجها طلعت. كذلك بقي أبناء خال رفعت الذين لم يتواصل معهم منذ فترة طويلة حتى جمعهم مجدداً البيت الذي لعبوا فيه في طفولتهم.
عادل الذي يصبح عميداً في الأمن هو صديق طفولة رفعت الذي يبكي معه ضياع ماجي من بين يديه، ويظهر غالباً برفقة زوجته سهام. يحاول عادل وسهام تزويج رفعت من هويدا أخت سهام، لكن محاولتهما تفشل نتيجة لما يدعوه رفعت بإرادة النكد. ولا يحدد رفعت ما إذا كان قد أحب هويدا أم لا، ففي حين ينتقدها بشدة ويقول أنه يدعي حبها، وفي حين آخر يوحي بأنه يحبها بجنون.
الجيران
يعيش رفعت إسماعيل وحده دون وجود مؤنس له باستثناء جاره المثال المريض غريب الأطوار عزت الذي يزوره من حين لآخر، ويتعرض معه لمغامرات وخبرات غير سارة من حين لآخر. وبسبب كونه أعزب فإن جاره الأستاذ زكريا الذي يقطن في الشقة أسفل شقته يظن به الظنون، ومع ذلك فإن أسرة زكريا تلجأ لرفعت عند إصابته بجلطة دماغية. من جيران رفعت أيضاً اللواء محمد حليم، وهو لواء أنيق متقاعد يتسبب إصلاحه لمواسير شقته في إنقاذ رفعت من الموت بعد أن ألقاه شبح نورمان ماكيلود الغاضب ليسقط في بئر السلم، وأمسكت به أطراف المواسير الخارجة. أُخذ كل جيران رفعت رهائن لدى جينغ تشا وأتباعه أثناء مطاردتهم للكاهن الآخير هن-تشو-كان الذي كان يقيم عند رفعت.
عائلة ماكيلوب
يكن رفعت حباً كبيراً للسير جيمس ماكيلوب الذي أشرف على رسالة الدكتوراه الخاصة به، ويصفه بأنه عالم مهيب. كما أن ابنة ماكيلوب ماجي هي الحب الأبدي لرفعت. كان ظهورهما الأول في أسطورة وحش البحيرة خلال تجربة هدف منها السير ماكيلوب إلى حمل وحش لوخ نيس على إظهار نفسه، وهذا ما حدث. وفيها أنقذ رفعت ماجي من الوحش الذي كان سيأخذها كقربان.
فيما بعد، كشف رفعت الكثير عما تمثله أسرة ماكيلوب له، وتحدث مراراً عن السير ماكيلوب، كما أنه وماجي تبادلا الكثير من الزيارات، وتشاركا في العديد من المغامرات والخبرات الخارقة للطبيعة.
برغم الحب المتبادل بينهما، ترفض ماجي السماح لرفعت بالاقتراب منها أكثر زاعمة أن البعد يقوي حبهما ويمنعهما من اكتشاف عيوب بعضهما البعض، الأمر الذي يحافظ على استمرار حبهما لبعضهما البعض واستمرار احترامهما المتبادل.
وجه القمر - بين رفعت وماجى
قصاصات من أحاديث العجوز عن حبيبته الاسكتلندية
في قصة ما أمام الطبيعة من سلسلة فانتازيا، يعلق المرشد على قرار بطلة السلسلة عبير تقمص شخصية ماجي بأن رفعت يفتقد أمامها أهم مقومات شخصيته، فيكف عن كونه ملولاً وسليط اللسان، ليصبح إنساناً مهذباً ورقيقاً.
رفعت يتحدث عن ماجى
زملاء الجامعة والعمل
- د. محمد شاهين خبير الأنثروبولوجي يصبح صديقاً لرفعت بعد أن ظنه آكل لحوم بشر، ويصفه رفعت بالسذاجة المفرطة والطيبة النادرة، كما أنه يملك خيالاً منطلقاً لا يميل إلى ابتكار حلول عملية للمعضلات بقدر ما يفكر في حلول خيالية، فهو يتصور رفعت آكل لحوم بشر لتصرفاته الفظة وطريقته في أكل جزء من فخذ خروف واحتفاظه بتماثيل بدائية لقبائل الزولو. كما أنه يفكر في أن زميله في الجامعة داغر السفير ما هو إلا الشيطان وقد قدم لزيارته، مسيئاً تفسير خوف قطه الشديد. يموت د. شاهين بأزمة قلبية.[13]
- د. سامي فهيم المحلل النفسي يمثل نقيضاً لرفعت في معظم صفاته، ففهيم منظم وأنيق ويمارس الرياضة، كما أنه اجتماعي بشدة، ويستضيف رفعت عدة مرات في الفيلا التي يقطن فيها مع زوجته ثريا. سامي ثري جداً، ومرهف الذوق، وكنتيجة للأحداث الغريبة التي تحدث في الفيلا التي يقطن فيها، فإنه يستبدل مسكنه ليسكن في عمارة مليئة بالسكان، لكنه يتعرض لخبرة سيئة من خبرات ما وراء الطبيعة حيث يتحول إلى غول آدمي قبل أن يتدخل رفعت لحل نادي الغيلان ومعاونته على الشفاء.[13]
- د. كاميليا أستاذة الفلسفة التي يقنع طيفا آشتا د. شاهين بالتوفيق بينها وبين رفعت باعتبارهما يشيخان وحيدين ومن الخير لهما أن يتزوجا. بعد أن يتولى شاهين تعريف كل منهما بالآخر، يصبح رفعت وكاميليا صديقين رغم كراهيته لكثير من صفاتها، وفيما بعد يكتشف أنها لم تكن إلا طيف آشتا متنكر.[4] فيما بعد يتعرف رفعت على د. كاميليا الحقيقية ويطوران نوعاً من الصداقة التي تمر فيها الخلافات من حين لآخر. تعتني كاميليا برفعت عندما يعود طفلاً، ويخبره شبيهه في العالم الموازي بأن كاميليا كانت ستكون زوجة ملائمة له.

الأصدقاء الأجانب
- هاري شيلدون: هو صديق قديم لرفعت ونتعرف نحن عليه في أسطورة الموتى الأحياء على هاري شيلدون وزوجته ليندا وطفلهما جيمي، ويصبح الثلاثة أصدقاء لرفعت. يخوض رفعت وهاري عدداً من المغامرات، ويتعرضان لعدد من الخبرات الفائقة للطبيعة معاً.
- جوستاف فيكولسو الروماني صديق حميم لرفعت يتعرف عليه في أسطورة المذؤب، ثم يخوض معه مغامرات مريعة في رومانيا. يرى غوستاف جانب النجوم قبل رفعت، ويصاب بعته مؤقت بسبب ما رآه. يرفض الحديث عن هذه الخبرة، ويترك لرفعت أن يحاول تخيل ما تعرض له.
- سالم وسلمى: يتعرف رفعت إسماعيل على التوأم الكوني سالم وسلمى المرتحلين بين العوالم المتوازية في أسطورة أرض أخرى، ومن حين لآخر يرسل إليه سالم أخبار رحلاتهما في العوالم الموازية فيقدمها رفعت لقرائه مع تعليق بسيط عليها. تبدأ قصص سالم وسلمى عادة بعنوان أرض....
- هن-تشو-كان آخر كهنة النافاراي هو صديق آخر لرفعت. كاهن من القرن السادس عشر من التبت يفر بعد أن ذبح جينغ تشا كل كهنة النافاراي ما عداه، فيستخدم كتاب الشوكارا لينتقل إلى القرن العشرين، وإلى قرية كفر بدر تحديداً حيث يلتقي رفعت الذي يصطحبه معه إلى شقته ويوفر له المأوى والصحبة قبل أن يلتحق بالعمل مع الحكومة الصينية، ويعود من حين لآخر ليصاحب رفعت في بعض مغامراته.
- سام كولبي النصاب اليهودي الأمريكي ليس صديقاً لرفعت، لكنه أحد معارفه. يتعرف عليه رفعت عندما يحاول أن يحتال على رفعت ويقنعه أنه تجسد الشاعر الأمريكي إدغار ألان بو، فيعرضه لتجربة فائقة للطبيعة.[14] بعدها يتسبب كولبي في تعريف رفعت بفرانتز لوسيفر، ويحقد عليه رفعت بسبب هذه المعرفة. يدل كولبي جون موهون الذي سيصبح فيما بعد ري دي موسكاس على مكان رفعت، وفيما بعد يحتاج إليه رفعت ليساعده على الخلاص من الشياطين التي تحاول اللحاق به بسبب ما يعرفه عن كتاب العزيف.وينتهي به الامر بالانتحار خوفاً من انتقام د.لوسيفر ويأساً من القضاء علي كراولي في قصة حامل الضياء.
- إيجور تاركوفسكي البولندي الناجي من الاحتلال النازي لبلاده، ويرسل لرفعت إسماعيل خطاباً طويلاً حول قصته مع الإدراك الفائق للحس، يقدمه رفعت في ثلاثة كتيبات متتالية. فيما بعد، يستعين رفعت بخبرات تاركوفسكي في أسطورة التوءمين، وتكون تلك أول مقابلة شخصية بينهما.
- د. لوسيفر

يظهر لوسيفر لأول مرة في حياة رفعت في العام 1968، وذلك في حفلة لرابطة سحرة نيويورك يدعوه إليها سام كولبي. يظهر لوسيفر باعتباره قارئ أوراق تاروت له شخصية مميزة وجذابة، ويلاحظ رفعت منذ البداية تمتعه بنوع من النفوذ الخاص في مجتمع السحرة. يوحي لوسيفر بأنه تجسيد للشيطان في صورة قارئ أوراق مجري.
فيما بعد، يتحدث طيفا أشتا عن لوسيفر باعتباره هو أو خريولسن، ويظهر لوسيفر نفسه في هالماجيو التي تتحول إلى مجتمع إنفرنوس المعد لعودة فلاد الوالاشي إلى الأرض، فينقذ رفعت وجوستاف من الشاحبين، ويعلن أن بوكوفينا هي محل ميلاده الأصلي، ويعد رفعت بالمزيد من الجولات. وفي هذه المغامرة أيضاً يذكر رفعت خريولسن.
يخدع لوسيفر رفعت وينقله إلى جانب النجوم، وفي جانب النجوم يطالبه برواية آثامه فلا يعرف رفعت لنفسه آثاماً، وكنتيجة لما اعتبره لوسيفر غروراً واثماً كبيراً، يطلق سراحه ويسمح له بالعودة إلى عالمه الأرضي. ثم يظهر مروياً عنه حين يرسل إلى رفعت صندوق بندورا على سبيل التسلية.
ظهر لوسيفر بأسطورة شبه مخيفة حيث ارسل لرفعت ابنه خرياسوس المدون الذي يكتب قصصا حقيقية، وكان آخر ظهور له في أسطورة حامل الضياء بجزئيه، حيث يشعر لوسيفر بقرب دنو موت د. رفعت، فيقرر إنهاء الصراع بينهما والبحث داخل ذكريات أجداده داخل عقله بحثًا عن كتاب تحوت الذي خبأه جده الأكبر الحكيم سمعان الذي عاصر المسيح ويوحنا المعمدان.
وتدور الأحداث في جزئى حامل الضياء بين ذكريات أجداد رفعت إسماعيل الذين قابلوا د. لوسيفر وحاول استخلاص مكان كتاب تحوت من ذكرياتهم، وبين الزمن الحاضر حين يطارد د. لوسيفر د. رفعت، وتتم إعادة إحياء أليستر كراولي في الجزئين.

## سمات رفعت إسماعيل
يصف رفعت إسماعيل نفسه بأنه حالة فريدة من النحول واعتلال الصحة. يدخن بشراهة، ويستخدم دائماً حبوب النيتروجلسرين بسبب حالة قلبه الواهنة. ويعاني من الربو وضيق الشرايين التاجية والقرحة.
يمتاز بأنه ملول وعصبي، وميال إلى انتقاد الآخرين وتصنيفهم برغم أنه يرفض أن ينتقده الآخرون أو يقوموا بتصنيفه. يميل إلى إصدار الأحكام القاطعة برغم أن أحكامه قد تصبح موضع تشكيك من قبله هو نفسه في مواقف عديدة، حيث يُفاجأ بظواهر خارقة لا يستطيع إيجاد تفسير مقنع لها غير اعتبارها خارقة، وفي المغامرات الأخيرة يبدو أكثر تسليماً بوجود عالم ما وراء الطبيعة، وأكثر اقتناعاً بأن ما يحدث له، يحدث له وحده.
يصفه مؤلفه أحمد خالد توفيق بأنه ثرثار لا يمل الكلام عن نفسه، ويصفه في موضع آخر على لسان بطل آخر من أبطاله بأنه شيخ هالك.

## زواج رفعت إسماعيل
في أسطورة رونيل السوداء، يتزوج رفعت إسماعيل من الساحرة رونيل السوداء التي احتلت جسد الطفلة إليانور، وكان زواجه منها تحت تأثره بوصفة حب سحرية صنعتها رونيل السوداء/إليانور لرفعت جعلته في غير وعيه ودائم الانبهار بها لأكثر من شهر ، وينجب منها طفلاً يُدعى سمير، الذي ينمو بسرعة غير طبيعية مثل والدته إليانور بعدما احتلت جسدها رونيل السوداء. وفي محاولتها لإعادة الساحر جيلبيرت إلى الحياة تحاول رونيل قتل رفعت وطفله سمير الذي ينمو بشكل غير قابل للتصديق خلال شهر واحد. غير أن ماجي ماكيلوب تتدخل لإنقاذ رفعت، ويختفي سمير بعد احتراق رونيل السوداء. تقنع ماجي رفعت بأنه لم يتزوج ولم ينجب، وبأن تجربته مع رونيل السوداء كانت استحواذاً سحرياً.
يلقي تغيير رفعت المفاجئ للحقيقة التي شاعت عنه الظلال على صدق ما يرويه، حيث يُعتقد أنه يخفي عامداً معلومات هامة عن قراء سلسلة ما وراء الطبيعة بشأن شخصيات وأحداث موجودة، ويحتفظ بها لنهاية السلسلة.
ملحوظة : رفعت إسماعيل لم يتزوج بعد هذة الحادثة

## ظهوره دراميا
تم أداء شخصيته لأول مرة في فيلم زي النهارده عام ٢٠٠٨ لكاتبه ومخرجه عمرو سلامة، وقد قام بالدور الفنان هناء عبد الفتاح.
ثم تم تجسيد شخصيته بشكل موسع عام ٢٠٢٠ في مسلسل ما وراء الطبيعة، وقد قام بالدور الفنان أحمد أمين.
عام ٢٠٢٢ ظهر د. رفعت إسماعيل ظهوراً شرفياً لمدة مشهد واحد في مسلسل الرعب الغرفة ٢٠٧

## رفعت إسماعيل والمغامرات الخاصة
قامت المؤسسة قبل الأعداد الخاصة بنشر رواية لرفعت إسماعيل بعنوان (ثلاثة) وذلك في (كتاب الصيف - أشباح ولكن) لنبيل فاروق وأحمد خالد توفيق وآخرون، وجمعت الأبطال الثلاثة لأحمد خالد توفيق في نفس القصة.
أما سلسلة الأعداد الخاصة لمغامرات رفعت إسماعيل فصدرت منها الأولى بعنوان في كهوف دراجوسان، والثانية بعنوان 36 والثالثة بعنوان الأبجدية، والرابعة بعنوان قصتان، والخامسة بعنوان أغاني المهد.
ثم نشرت المؤسسة عدد خاص بمناسبة مرور 30 سنة على روايات مصرية وكان بعنوان 30، وكذلك أيضا جمع الأبطال الثلاثة لأحمد خالد توفيق في نفس الرواية.
ثم تم نشر السادسة من الأعداد الخاصة بعنوان تلك المدينة.
والعددان الأول والثاني عبارة عن قصص متناثرة يجمع القارئ شتاتها لتكون قصصاً منطقية، يمكن فيها تغيير النهايات. معظم نهايات الكتاب الأول تحمل موت رفعت. أما الكتاب الثاني فيحمل ستة وثلاثين حبكة لا تنتهي بموت رفعت. في الكتاب الثالث، الأبجدية، يقع رفعت ضحية لتعويذة ساحر إفريقي تجعله يواجه مسخاً كل ساعة من ساعات اليوم، وأسماء المسوخ التي سيواجهها مرتبة ترتيباً أبجدياً. وأما الكتاب الرابع فهو عبارة عن أسطورتان منفصلتان وقد قام المؤلف بنشرها على النت منذ فترة ثم ما لبث أن قام بصياغتها في كتاب لأنه من وجهة نظره أثبت لوجودهما ولأنه لتعقيدات تقنية لم يتمكن عدد كثير من القراء من قراءتهما. أما الكتاب الخامس فهو يعتبر لغز ويتحدث عن اغانى الأطفال.
حسب اتفاق بين المؤلف أحمد خالد توفيق وموقع روايتي، نُشرت ثلاث مغامرات لرفعت بشكل خاص على الموقع. تحمل هذه المغامرات نكهة مغامرات رفعت الأصلية، لكنها اعتبرت خارج السلسلة، وفي العدد الثاني منها، أسطورة مصاص الدماء، يتحدث رفعت عن مواجهته لمصاصة الدماء ليليث.

### وفاة رفعت إسماعيل
توفي رفعت إسماعيل في يوم 4/8/2014 في العدد الأخير _أسطورة الأساطير_ ج2
الأعداد الصادرة حتى الآن :
| رقم    | اسم الرواية                        | ملاحظات |
| ------ | ---------------------------------- | ------- |
| 1      | أسطورة مصاص الدماء - الرجل الذئب   |         |
| 2      | أسطورة النداهة                     |         |
| 3      | اسطورة وحش البحيرة                 |         |
| 4      | آكل البشر                          |         |
| 5      | الموتى الأحياء                     |         |
| 6      | رأس ميدوسا                         |         |
| 7      | حارس الكهف                         |         |
| 8      | أرض أخرى                           |         |
| 9      | لعنة الفرعون                       |         |
| 10     | حلقة الرعب                         |         |
| 11     | الكاهن الأخير                      | ج1      |
| 12     | أسطورة البيت                       |         |
| 13     | أسطورةاللهب الأزرق                 |         |
| 14     | أسطورة رجل الثلوج                  |         |
| 15     | أسطورة النبات                      |         |
| 16     | أسطورة النافاراى                   | ج2      |
| 17     | أسطورة حسناء المقبرة               |         |
| 18     | أسطورة الغرباء                     |         |
| 19     | أسطورة بو                          |         |
| 20     | حكايات التاروت                     |         |
| 21     | أسطورة عدو الشمس                   |         |
| 22     | أسطورة المينوتور                   |         |
| 23     | أسطورة رعب المستنقعات              |         |
| 24     | أسطورة إيجور                       | ج1      |
| 25     | أسطورة الجنرال العائد              | ج2      |
| 26     | أسطورة المواجهة                    | ج3      |
| 27     | أسطورتنا                           |         |
| 28     | أسطورة آخر الليل                   | ج1      |
| 29     | أسطورة الجاثوم                     | ج2      |
| 30     | أسطورة بعد منتصف الليل             |         |
| 31     | أسطورتها                           |         |
| 32     | أسطورة رفعت                        |         |
| 33     | أسطورة أرض المغول                  |         |
| 34     | أسطورة الشاحبين                    | ج1      |
| 35     | أسطورة دماء دراكيولا               | ج2      |
| 36     | أسطورة الفصيلة السادسة             |         |
| 37     | أسطورة الدمية                      |         |
| 38     | أسطورة النصف الآخر                 | ج1      |
| 39     | أسطورة التوءمين                    | ج2      |
| 40     | وراء الباب المغلق                  |         |
| 41     | أسطورة فرانكنشتاين                 |         |
| 42     | أسطورة الكلمات السبع               |         |
| 43     | أسطورة تختلف                       |         |
| 44     | أسطورة رجل بكين                    |         |
| 45     | أسطورة بيت الأفاعي                 |         |
| 46     | أسطورة طفل آخر                     |         |
| 47     | أسطورة المنزل رقم 5                |         |
| 48     | أسطورة المومياء                    |         |
| 49     | أسطورة العشيرة                     |         |
| 50     | في جانب النجوم                     |         |
| 51     | أسطورة الرقم المشئوم               |         |
| 52     | أسطورة مملة                        |         |
| 53     | أسطورة النبوءة                     | ج1      |
| 54     | أسطورة العراف                      | ج2      |
| 55     | أسطورة (###099)                    |         |
| 56     | أسطورة ملك الذباب                  |         |
| 57     | أسطورة المقبرة                     | ج1      |
| 58     | أسطورة أرض العظايا                 |         |
| 59     | أسطورة رونيل السوداء               | ج2      |
| 60     | المتحف الأسود                      |         |
| 61     | أسطورة الشئ                        |         |
| 62     | أسطورة صندوق باندورا               |         |
| 63     | أسطورة المحركين                    | ج1      |
| 64     | أسطورتهم                           | ج2      |
| 65     | أسطورة العلامات الدامية            |         |
| 66     | أسطورة الرجال الذين لم يعودوا كذلك |         |
| 67     | أسطورة بيت الأشباح                 |         |
| 68     | أسطورة أرض الظلام                  |         |
| 69     | أسطورة نادي الغيلان                |         |
| 70     | الحلقات المنسية                    |         |
| 71     | أسطورة الظلال                      |         |
| 72     | أسطورة الطوطم                      |         |
| 73     | أسطورة شبه مخيفة                   |         |
| 74     | أسطورة أغنية الموت                 |         |
| 75     | أسطورة الطفيل                      |         |
| 76     | أسطورة معرض الرعب                  |         |
| 77     | أسطورة الفتاة الزرقاء              |         |
| 78     | أسطورة حامل الضياء                 | ج1      |
| 79     | أسطورة حامل الضياء                 | ج2      |
| 80 (1) | أسطورة الأساطير                    | ج1      |
| 80 (2) | أسطورة الأساطير                    | ج2      |

## وصلات خارجية
- رفعت إسماعيل يتحدث عن نفسه في موقع المؤلف نسخة محفوظة 26 مارس 2019 على موقع واي باك مشين.